# Arkansas School for the Deaf
Arkansas School for the Deaf, dont le nom est couramment abrégé en ASD, est une école pour sourds, située à Little Rock, en Arkansas, aux États-Unis. Elle a été fondée en 1850. 